# 巩珍
巩珍，号「养素生」，明朝应天府人，生卒年不详。士兵出身，后升为幕僚。明宣德六年（1431年）至宣德八年（1433年）被提拔为总制之幕，隨鄭和下西洋。宣德九年（1434年）著《西洋番国志》一书纪录郑和船队所经过的二十个国家。

## 註解
1. ↑  相當於今日之秘書長